# Antonie Hubertus Bodaan

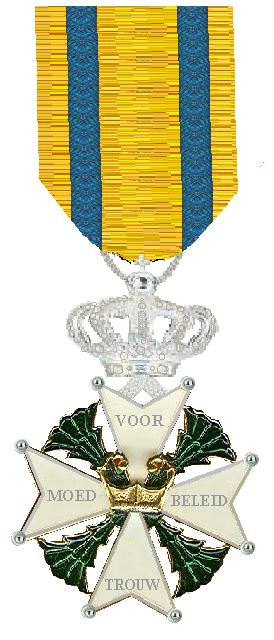
Militaire Willems-Orde

Antonie Hubertus Bodaan, (Pedang Boelan (Nederlands-Indië) 5 augustus 1914 - gesneuveld bij Waalhaven 10 mei 1940), was in mei 1940 een reserve-eerste luitenant-vlieger van het Wapen der Militaire Luchtvaart, de voorganger van de Koninklijke Luchtmacht.
Voor zijn moed tijdens de Duitse aanval op Nederland werd hij op 9 mei 1946 postuum tot Ridder in de Militaire Willems-Orde benoemd.
De gevechtsvlieger Bodaan had in 1935 zijn brevet gehaald. In 1939 was hij gemobiliseerd als Reserve Eerste Luitenant Vlieger.
De Nederlandse luchtmacht vocht in mei 1940 tegen een overmacht maar zij bracht de Duitse Luftwaffe zware verliezen toe.
In de voordracht aan het Kapittel staat dat hij "....zich in den strijd door het bedrijven van uitstekende daden van moed, beleid en trouw onderscheiden, door op 10 mei 1940 onder het bombardement van Schiphol zijn vliegtuig start-gereed te maken, te starten, vijandelijke vliegtuigen te beschieten en na leeggeschoten te zijn, onmiddellijk weder te Schiphol te landen. Heeft zonder eenige verpoozing en zonder eenige dekking te zoeken met behulp van grondpersoneel zijn vliegtuig opnieuw gevuld met munitie onder hevig vuur van vijandelijke jachtvliegtuigen en is wederom gestart. Na leeggeschoten te zijn, opnieuw geland, wederom gevuld en voor de derde maal gestart. Is bij deze derde vlucht gesneuveld in het gevecht met een vijandelijke overmacht". Het aantal door hem neergeschoten vijandelijke vliegtuigen is onbekend gebleven.